# 兴隆山棘豆
兴隆山棘豆（学名：Oxytropis xinglongshanica）为豆科棘豆属下的一个种。俗名：黄耆。